# Rolf Huisgen
Rolf Huisgen (Gerolstein, 13 juni 1920 – München, 26 maart 2020) was een Duits scheikundige.

## Leven
Hij studeerde scheikunde aan de universiteit van Bonn en de Ludwig-Maximilans-Universiteit in München. Hij promoveerde er bij prof. Heinrich Otto Wieland in 1943. In 1947 kreeg hij een habilitatie en werd privaatdocent. In 1949 werd hij buitengewoon hoogleraar voor organische chemie aan de universiteit van Tübingen. In 1952 keerde hij terug naar de universiteit van München waar hij de leiding kreeg van het instituut voor organische scheikunde dat in de Tweede Wereldoorlog was verwoest en heropgebouwd moest worden. Huisgen zelf was nooit lid geworden van de NSDAP maar hij had ook geen actief verzet tegen het naziregime gevoerd. In 1988 werd hij emeritus, maar hij bleef wetenschappelijk onderzoek publiceren. In 1994 publiceerde hij een autobiografie, The Adventure Playground of Mechanisms and Novel Reactions.

## Werk
Huisgen heeft meer dan 580 wetenschappelijke artikelen op zijn naam staan. Zijn bekendste werk publiceerde hij in 1961: de 1,3-dipolaire cycloadditiereactie die naar hem werd vernoemd. Dit is een belangrijke reactie voor de synthese van vijfledige heterocyclische verbindingen zoals 1,2,3-triazolen, die ontstaan in een Huisgen-cycloadditie van een organisch azide en een alkyn. Dit is een typische reactie uit de klikchemie; ze is eenvoudig uit te voeren, verloopt snel, en heeft een hoge selectiviteit en een hoge opbrengst.
Hij deed ook veel onderzoek naar de vorming, structuur en reactiviteit van het onstabiele benzyn (1,2-didehydrobenzeen) en andere arynes.